# Titan I
Raketa Titan I je bio prvi pravi ICBM u američkom arsenalu. Titan I je bio ujedno i prva raketa iz serije raketa Titan. Raketa je bila jedinstvena po gorivu kojeg je koristila - LOX (tekući kisik) i RP-1. Druge verzije rakete Titan koristile su goriva koja su se mogla uskladištiti na duže vrijeme.

### Svojstva
Rakete Titan I je proizvodila tvrtka Glenn L. Martin Company kao dvostupanjske projektile na tekuće gorivo. Prvi stupanj rakete stvarao je 1,330 kN potiska, a drugi stupanj 356 kN. Zbog korozivne prirode goriva kojeg je koristila, raketa nije mogla biti dugo napunjena njime pa je prije lansiranja trebalo raketu napuniti gorivom. To je bio dug i kompliciran proces što je ubrzo dokrajčilo karijeru Titana I kao ICBM-a gdje je brzina, kojom se odgovaralo na napad, bila sve.
Titan I koristio je kompleksne metode za navođenje koje su zahtijevale dodatne antene u blizini silosa s projektilima. Zbog ograničene tehnologije u to doba, sustav za navođenje mogao je pratiti samo jedan projektil u trenutku što je onemogućavalo istovremena lansiranja više projektila.
Titan I mogao je termonuklearnu bombu od 3.75 MT prenesti na udaljenost od 10,200 km. Tokom leta, kada se istrošio prvi stupanj, on bi se odbacivao i tako smanjio masu rakete. Zbog toga je Titan I bio veoma učinkovit projektil s velikim dometom i velikom nosivošću.
Nakon što su se pojavili projektili Titan II i Minuteman I, koji su mogli biti dugotrajno uskladišteni dok su napunjeni gorivom, prva generacija američkih ICBM-ova, Titan I i Atlas, pokazala se zastarjelom. Već 1965. godine, nakon samo 6 godina upotrebe, započelo je njihovo povlačenje iz službe.

### Specifikacije
- Potisak pri polijetanju: 1,296 kN
- Početna masa: 105,142 kg
- Promjer rakete: 3.1 m
- Dužina rekete: 31.0 m
- Cijena razvoja: 1,6 milijardi $ prema tečaju iz 1960.
- Cijena lansiranja: 1,5 milijuna $ prema tečaju iz 1962.
- Ukupan broj izgrađenih projektila: 108
- Ukupan broj razmještenih projektila: 54

- Titan 1 prvi stupanj:

- - Masa: 76 ,203 kg
  - Masa kućišta: 4 ,000 kg
  - Potisak: 1,467 kN
  - Vrijeme izgaranja: 138 s
  - Promjer: 3.1 m
  - Duljina: 16.0 m
  - Gorivo: tekući kisik (LOX)/kerozin
  - Broj motora: 2 - Aerojet LR-87-3

Titan 1 Drugi stupanj:
- - Masa: 28,939 kg
  - Masa kućišta: 1,725 kg
  - Potisak: 356 kN
  - Vrijeme izgaranja: 225 s
  - Promjer: 2.3 m
  - Duljina: 9.8 m
  - Gorivo: tekući kisik (LOX)/kerozin
  - Broj motora: 1 - Aerojet LR-87-3